# Eutolmus sedakoffii
Eutolmus sedakoffii là một loài ruồi trong họ Asilidae. Eutolmus sedakoffii được Loew miêu tả năm 1854. Loài này phân bố ở vùng Cổ Bắc giới.